# Terrakotta

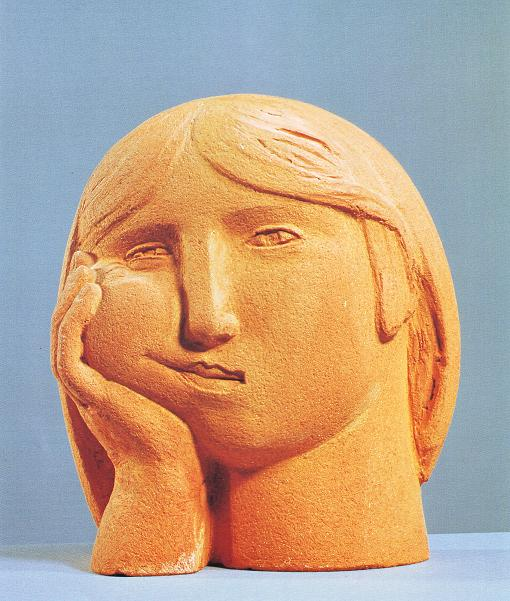
Feltámasztott fej (Aufgestuetzter Kopf) Szelinski-Singer Anders szobrásznő alkotása (terrakotta, 1978)

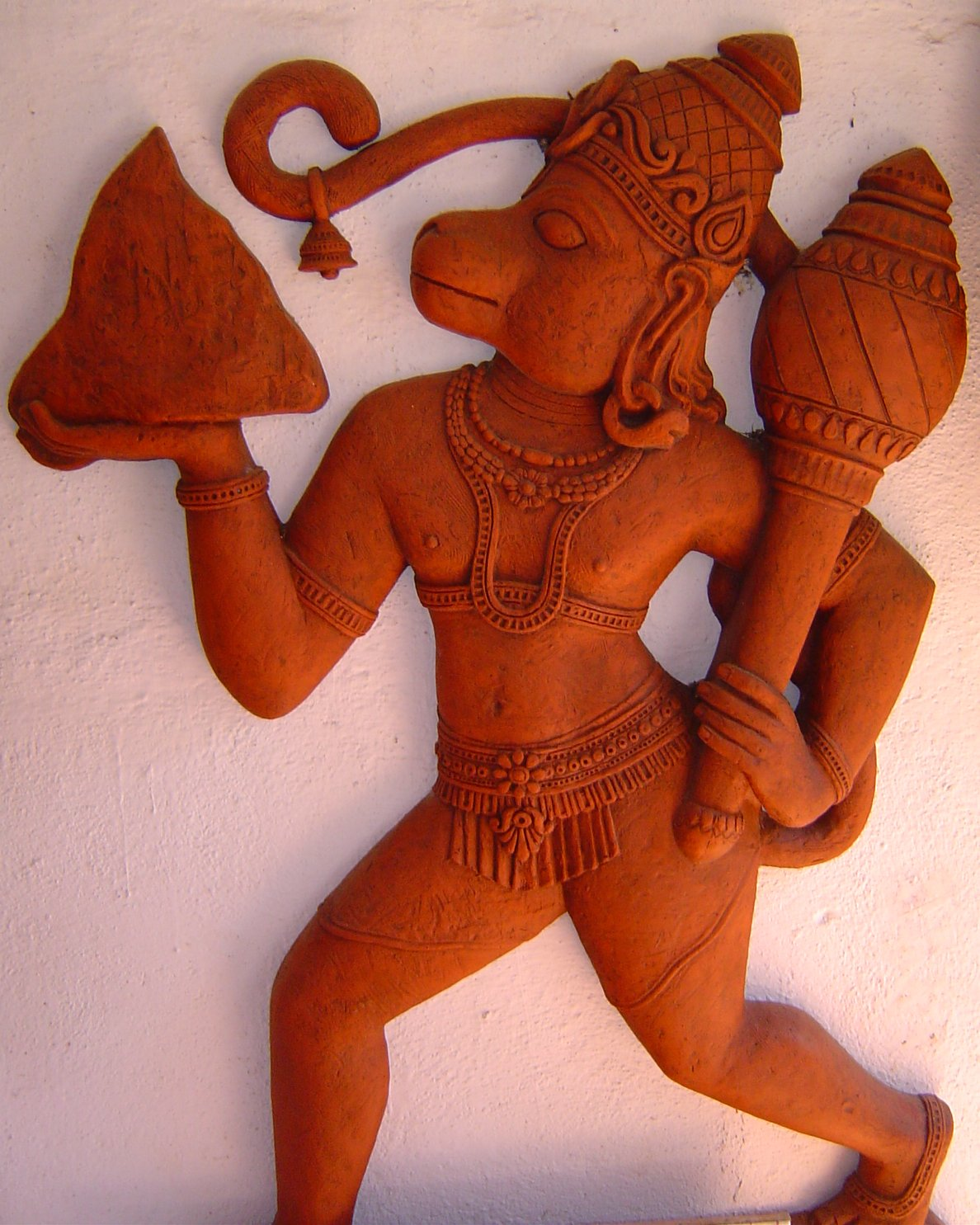
Hanuman terrakotta szobra (India)

A terrakotta (az olasz terracotta, a. m. 'főtt föld' kifejezésből) tisztítás után megformázott és kiégetett agyag, az ókori művészet egyik legfontosabb alapanyaga, átvitt értelemben az égetett agyagszobrok neve.

## A terrakotta alkalmazási területei
- Épületdíszítés, párkány- és oromdíszek
- Nagyszobrászatban leginkább az ókori kultúrák használták, a mezopotámiaiak, a kínaiak, az egyiptomiak, a görögök, az etruszkok, a rómaiak. A görögöknél szerepe kezdett háttérbe szorulni, de például az etruszkoknál márvány és bronz hiányában fontos alapanyag maradt.
- A kerámiaművészetben, a kisplasztikában mind a mai napig fontos alapanyagként szerepel, olcsó, könnyen sokszorosítható.

A világ múzeumai mind rendelkeznek terrakottagyűjteményekkel, a népi művészet kerámiái, kisplasztikái is leggyakrabban agyagból készültek. A budapesti Szépművészeti Múzeum terrakottagyűjteményének egyik legértékesebb része a Paul Arndt müncheni régésztől vásárolt terrakotta kisplasztikák. Jelenleg a Kínában, 1978-ban felfedezett agyaghadsereg a világ legnagyobb terrakottagyűjteménye.

## Külső hivatkozások
- Terracotta Warriors Museum
- A kínai agyaghadsereg képgalériája